# Fernand Petit (architect)
Fernand Petit (Zinnik 21 april 1885 -Elsene, 17 februari 1955) was een Belgische architect. Hij construeerde onder meer woningen en industriële gebouwen, het spoorwegstation Brussel-Zuid (in samenwerking met de architecten Adrien Blomme en Yvan Blomme), en verwezenlijkte ook de wederopbouw van het stadhuis van Dinant.

## Biografie
Fernand Petit deed zijn studies architectuur aan de Koninklijke Academie voor Schone Kunsten van Brussel. Hij was er leerling van Ernest Acker en behaalde in 1906 (op 21-jarige leeftijd) zijn diploma. Enige tijd later vervolmaakte hij zijn opleiding in Parijs -gedurende twee jaren- aan de École nationale supérieure des beaux-arts.
Spoedig na zijn terugkeer in Brussel bouwde hij (anno 1914) zijn eigen woning met erin ook zijn atelier. Dit was het eerste door hem ontworpen huis aan de Edmond Picardstraat (huisnummer 29). Later ontwierp hij meer huizen in dezelfde straat.
Fernand Petit begeleidde architect Jacques Obozinski (°1890, † 1981) gedurende diens stage. Na de Eerste Wereldoorlog gingen beiden een vennootschap aan.
Fernand Petit huwde met dame Germaine Casse. Uit dit huwelijk werden Jean Petit, Pierre Petit en Louis Petit geboren die -naar het voorbeeld van hun vader- zich mettertijd allen ontwikkelden tot architect.
Petit overleed te Elsene op 17 februari 1955, drie jaren na de inhuldiging van het meesterwerk dat hij samen met Adrien Blomme en diens zoon Yvan ontwikkeld had: met name het zuidstation te Brussel.
Hij werd ter aarde besteld in het familiegraf van de begraafplaats te Ukkel.

## Prijzen en onderscheidingen
- Architect van Koningin Elisabeth,
- Ridder in de  Kroonorde,
- Ridder in de  Leopoldsorde,
- Ridder in het Legioen van Eer (Frankrijk),
- Eerste prijs ex aequo, samen met Adrien Blomme en Yvan Blomme, bij de wedstrijd voor het beste ontwerp van het nieuwe zuidstation te Brussel, 1937.

## Stijl
Tot in de jaren 1930 ontwierp Fernand Petit talrijke huizen te Brussel. In zijn gebouwen verwerkte hij verscheidene stijlinvloeden. Vooreerst de aloude bouwwijze met invloeden van de Engelse architectuur met haar ruime woningen uit de Elisabethaanse tijd. Deze opvattingen waren duidelijk zichtbaar in zijn eerste persoonlijke woning, gelegen aan de Edmond Picardstraat 29, waarvan de voorgevel in witte steen gebouwd was met glas-in-loodramen die herinneren aan de Engelse renaissance.
Vervolgens een meer tweeslachtige inspiratie, leidende tot een mengeling van verscheidene stromingen in eenzelfde gebouw. Dit samenspel vindt men in de woning gelegen aan de Géo Bernierlaan nummer 9: het afsluithek is er gemaakt van smeedijzer: typische materiaal uit de beaux-artsstijl, gecombineerd met een halfronde venster (van een erker): dit is een architecturaal element eigen aan de art-nouveau-stijl. 
De samenvoeging van twee stromingen is eveneens aanwezig in de woning aan de Molièrelaan 245 waar het gebouw in traditionalistische stijl versierd is met elementen uit de art deco.
Vanaf de jaren 1920 bouwde Fernand Petit constructies die neigen naar het klassieke modernisme. Deze stroming was in België reeds aanwezig sedert 1919 ingevolgde de ontwikkeling van de tuinwijken. Het huis aan de Vleurgatsesteenweg nummer 225 illustreert het klassieke modernisme dat Fernand Petit ontwikkelde bij middel van eenvoudige symmetrische creaties.
De verscheidene stijlinvloeden die Fernand Petit gebruikte in zijn werken van de jaren 1930 zijn alle kenmerkend voor het Interbellum en tonen een zoektocht naar nieuwe ontwikkelingen doch ook een terugkeer naar de bron.

## Oeuvre

### Opmerkelijke verwezenlijkingen

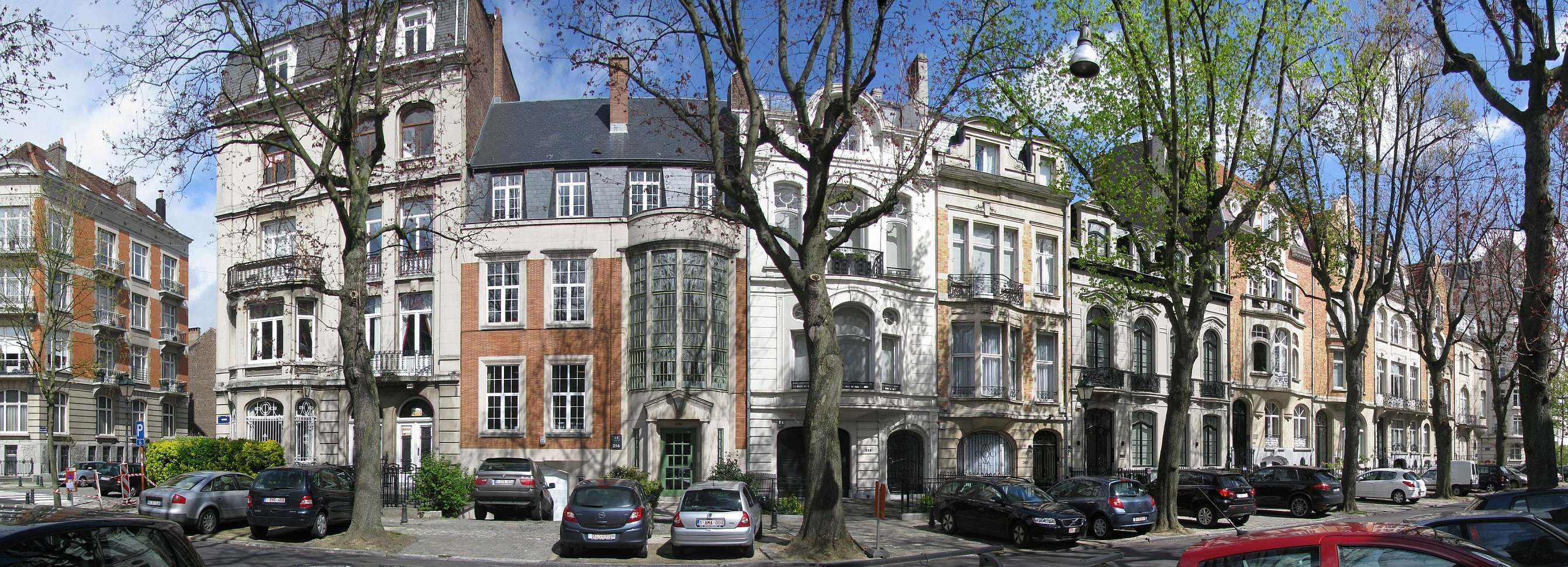
Ukkel, Molièrelaan. Privé-woningen. Huisnummer 256 werd in 1929 door Fernand Petit gebouwd met glas-in-loodramen.

#### HallenAmerica
In 1921 volgde Petit - in samenwerking met zijn collega Jacques Obozinski - de art-deco-tendens bij de herinrichting van de "Hallen America" aan de Diksmuidelaan te Brussel.
Beide architecten pasten het gebouw aan, op een zodanige wijze dat het oorspronkelijke commerciële doel gecombineerd werd met een residentiële functie.
De combinatie van residentieel en commercieel gebruik was karakteristiek voor de havenwijk waarin de "Hallen America" zich bevonden.

#### Garage Cousin
In 1927 ontwierp Petit in samenwerking met architect Maurice Van Nieuwenhuyse (°1891, †1964) de uitgestrekte “garage Cousin”, aan de Charleroise Steenweg te Brussel. 

#### Wereldtentoonstelling van Brussel in 1935
In 1935 werd te Brussel de Wereldtentoonstelling van 1935 georganiseerd.
Fernand Petit was verantwoordelijk voor de studie en verwezenlijking van het “Paviljoen van de Beeldende Kunsten en Letteren”. Daarenboven werd hij door een commerciële investeerder gelast met de bouw van het “Paviljoen van het Grootwarenhuis Bon Marché” evenals het “Paviljoen Vander Borght”.
Alhoewel deze na de wereldtentoonstelling geslecht werden, leeft het Paviljoen van Beelden Kunsten en Letteren voort in de herinneringen. In de schoot van dit gebouw werden de apparaten, instrumenten en gereedschappen tentoongesteld, welke benodigd waren voor de vervaardiging van beeldende kunst en literatuur.
De tentoonstelling van 1935 vormde een keerpunt in de loopbaan van Fernand Petit. Nadat hij er paviljoens gebouwd had, ging hij over tot het ontwerp van grotere constructies, evenwel met een vermindering van zijn activiteiten als huizenbouwer tot gevolg. Daarenboven reisde hij sedertdien veel, onder meer in Frankrijk, Italië en Zwitserland, wat het aspect van zijn verwezenlijkingen meer internationaal maakte. 

#### Wereldtentoonstelling van Parijs in 1937
1937 was voor Fernand Petit een belangrijk jaar, aangezien hij gelast werd met de ontwikkeling van het “Paviljoen van Belgisch-Congo” op de Wereldtentoonstelling van Parijs.

#### Station Brussel-Zuid

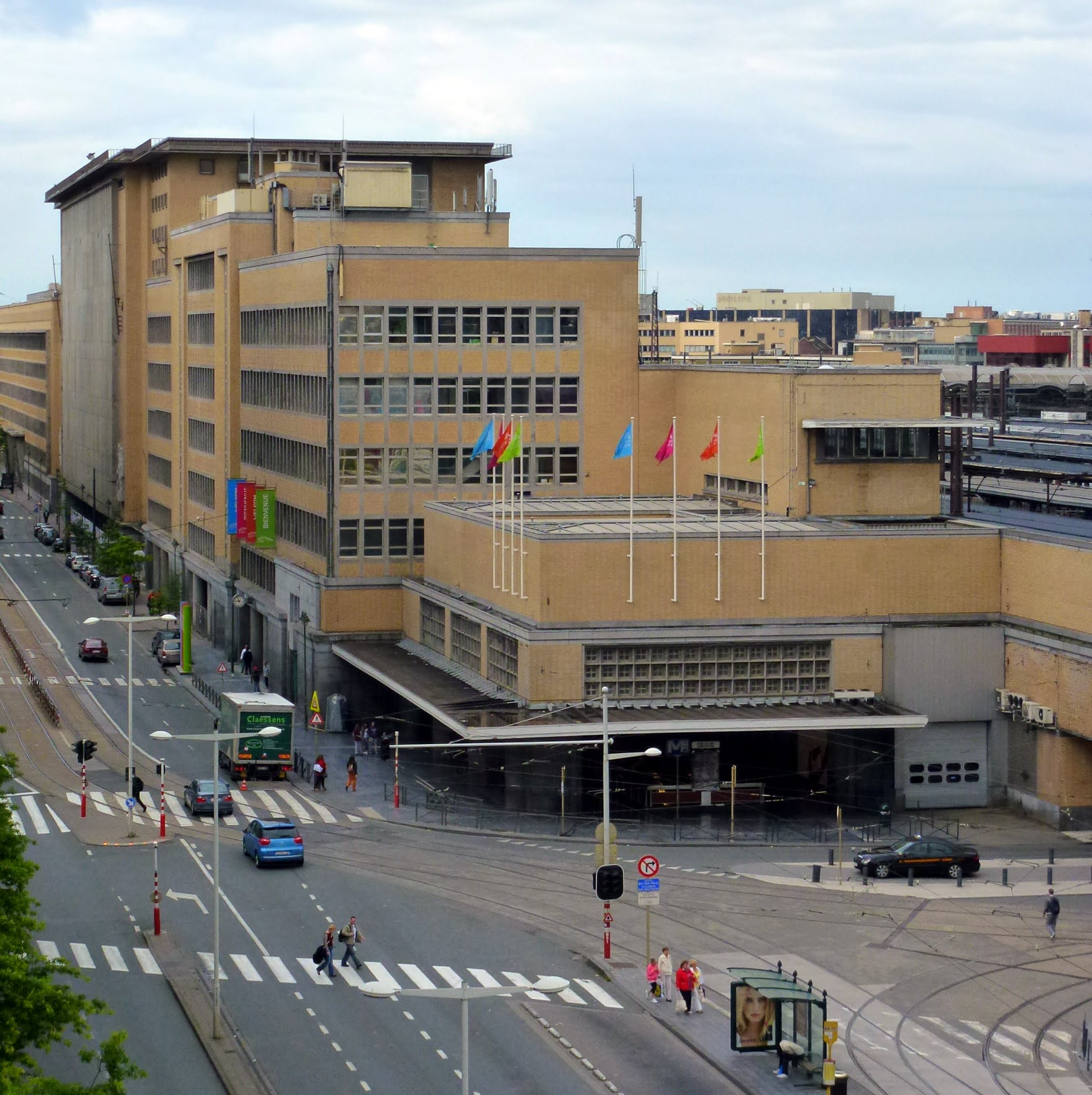
Station Brussel-Zuid.
Uitzicht aan de kant van de Fonsnylaan. Oeuvre van de architecten Fernand Petit, Adrien Blomme en Yvan Blomme. Voltooid anno 1952.

In 1937 behaalden Fernand Petit, Adrien Blomme en diens zoon Yvan, allen met gelijkheid van stemmen (ex aequo), de eerste prijs van een wedstrijd voor de ontwikkeling van het Zuidstation te Brussel (bouwjaar 1952). Dientengevolge gingen deze drie bouwmeesters een genootschap aan, voor samenwerking in dit project.
Het nieuwe station, opgetrokken met gele Fauquenbergsteen in modernistische stijl, is thans het grootste van de Belgische hoofdstad.

#### Kasteel van Stuyvenberg
Tijdens de laatste jaren van zijn leven deed Fernand Petit verbouwingen aan het kasteel van Stuyvenberg in Laken (Brussel).

### Andere(Selectie)
- 1913: Villa Les Eclaircies, Duinendreef 28, Knokke-Heist
- 1914 : Eerste eigen huis van Fernand Petit, Edmond Picardstraat, 29 - Elsene,
- 1914 : Huis, Géo Bernierlaan, 9 - Elsene,
- 1914-1926 : Huizen, Edmond Picardstraat, 25 tot 39 & 46 tot 48 - Elsene,
- 1915 : Huis, Burgemeesterstraat - Elsene,
- begin van de jaren 1920 : Villa, Diksmuidseweg 389, Boezinge (in samenwerking met Jacques  Obozinski),
- circa 1920: Huis, Diksmuidseweg 387, Boezinge (in samenwerking met Jacques  Obozinski),
- begin van de jaren 1920 : Vijf huizen, Dikmuidseweg 395-397-399-401-403, Boezinge (in samenwerking met Jacques Obozinski),
- begin van de jaren 1920 : Boerderij, Reningestraat 8, Boezinge (in samenwerking met Jacques Obozinski),
- 1920 : Pastorie, Veurnseweg 173, Brielen (Ieper) (in samenwerking met Jacques Obozinski),
- 1922:  Boerderij, Hageputstraat 8, Merkem (Houthulst) (in samenwerking met Jacques Obozinski),
- 1922: Pastorie, Diksmuidseweg 416, Boezinge (in samenwerking met Jacques Obozinski),
- 1925 : Huis, Emile Duraylaan, 14 - Elsene,
- 1925 : Huis, Hamoirlaan, 37 - Ukkel,
- 1925 : Huis, Prins van Oranjelaan, 14 - Ukkel
- 1925 : Huis, Emile Duraystraat, 4 - Elsene
- 1927 : Verbouwingen van het huis “Pelgrims” - Sint-Gillis,
- 1927-1929 : Huis, Molièrelaan, 256 - Elsene
- 1929 : Huis, Vleurgatsesteenweg, 225 - Elsene,
- Interbellum: Boerderij, Reningestraat 15, Boezinge (in samenwerking met Obozinski, Jacques).